# أحمد محجوب (لاعب كرة قدم قطري)
أحمد محجوب حسن سليمان لاعب كرة قدم قطري من أصول سودانية، ولد في (20 يناير 1994). 
لعب سابقاً في نادي الغرافة ونادي معيذر ونادي لوسيل.
و هو توأم اللاعب محمد محجوب.